# Estação Loyola
A Estação Loyola é uma das estações da Tranvía de Ayacucho, situada em Medellín, entre a Estação Miraflores e a Estação Alejandro Echavarría. Administrada pela Empresa de Transporte Masivo del Valle de Aburrá Limitada (ETMVA), faz parte da Linha T-A.
Foi inaugurada em 20 de outubro de 2015. Localiza-se na Rua 50a. Atende o bairro Alejandro Echavarría, situado na comuna de Buenos Aires.